# 외젠 보자
외젠 보자(Eugène Joseph Bozza, 1905년 4월 4일 - 1991년 9월 28일)은 프랑스의 클래식 작곡가이다.

## 생애
보자는 이탈리아인, 프랑스인 양친 사이에서 니스에서 출생했다. 유년기 때부터 바이올린을 배운 후 파리 음악원에서 앙리 뷔셀, 잭 이벨 등에게 작곡, 지휘 및 바이올린을 배웠다. 그의 작품으로는 다섯 개의 교향곡과 오페라 《레오니다스》(Leonidas, 1947년), 발레곡 《해변의 장난》(Jeux de plage, 1946년) 및 많은 관악을 위한 실내악곡을 남겼으나 그 작품의 대부분은 모국인 프랑스에서 연주되는 일은 드물다. 1934년에는 칸타타 《루크마니의 전설》(La légende de Roukmāni)로 로마대상을 받았다.
1939년부터 파리 오페라 코미크의 지휘자를 역임하였고, 1951년부터 1975년 은퇴할 때까지 발랑시엔에 있는 국립음악학교에서 교장을 역임했다.
1956년에 레종 도뇌르 훈장을 수훈하였고, 1991년 발랑시엔에서 서거하였다.
악보 출판사는 대부분 Alphonse Leduc, 일부는 Max Eschig, Peters에서 출판되었다.

## 작품
비상한 다작가로 교향곡, 칸타타, 성악곡, 오페라, 협주곡 등 거의 모든 장르에 손댄 적이 있다.
보자의 작품, 현대에 속하는 작가이면서 특수한 기법이나 주법은 사용하지 않고(관현악을 위한 에튀드 《도형악보》는 예외), 일반적인 주법만으로 창작하는 것이었다. 악기의 능력의 한계에 도전하는 연주기술이 요구되는 한편, 20세기의 프랑스 실내악의 특징인 표현력 풍부한 아름다운 선율을 지닌 형식을 잃지 않았다. 또, 레스피기, 프랑크, 라벨, 드뷔시 등, 보자 자신이 영향을 받은 다른 작곡가의 곡을 인용, 사용하였다. 호른과 피아노를 위한 《숲에서》에서는 레스피기의 《로마의 축제》의 사냥 팡파레가 인용되었다.
자신의 악곡에, 창작한 선율의 유용, 편곡도 많이 사용하였다. 초기의 색소폰을 위한 중요한 악곡인 《아리아》는 플루트, 바이올린, 클라리넷, 첼로와 현악 합주를 위한 편곡이 존재하며 플루트 4중주를 위한 《여름 산의 하루》는 제 2악장은 클라리넷 6중주를 위한 《반딧불이》, 색소폰 4중주를 위한 《눈》, 목관 5중주를 위한 《스케르쪼》등에 유용, 편곡되었다.
만년에는 플루트와 피아노를 위한 《일본민요의 주제에 따른 5곡》같은 평이한 기술로 연주되는 작품도 창작하나, 대부분의 악곡이 고도의 연주기술을 필요로 하며, 중~상급의 아마추어 연주자부터 프로 연주자에게까지 그의 음악은 관현악 주자의 일반적인 레퍼토리이다.

## 참고 문헌
- Jean-Pierre Thiollet, 2004, Sax, Mule & Co, H & D. ISBN 2 914 266 03 0 ("외젠 보자—Eugène Bozza", 103-104)